# 1939-1945 Star
La 1939-1945 Star (Stella del 1939-1945) è una medaglia istituita dal Commonwealth Britannico per commemorare il servizio prestato nella Seconda guerra mondiale.
È una delle otto stelle commemorative di campagne della Seconda Guerra Mondiale.

## Criteri di eleggibilità
La medaglia venne riservata in concessione per operazioni tra il 3 settembre 1939 ed il 2 settembre 1945. Gli insigniti dovevano rientrare entro in uno dei seguenti requisiti:
- Personale d'esercito che avesse completato il periodo di sei mesi in operazioni militari.
- Avieri che avessero completato il periodo di 2 mesi di servizio come unità in pieno uso. Il personale d'aviazione di terra doveva completare il normale periodo di sei mesi in operazioni militari.
- Personale di marina qualificato che avesse completato il periodo di sei mesi in operazioni militari e che almeno avesse compiuto 1 viaggio via mare in aree con operazioni in corso.
- Personale del corpo degli osservatori reali in servizio per 1 080 giorni.

Vi erano anche delle "Qualifying Special Areas" dove era possibile ottenere la medaglia se sopravvissuti alle operazioni di una sola giornata. Alcuni esempi di questi casi si possono trovare in Francia o Belgio: 10 maggio - 19 giugno 1940, St.Nazaire 22-28 marzo 1942, Dieppe: 19 agosto 1942, Iraq: 10 aprile - 25 maggio 1941 e Burma (invasione nemica): 22 febbraio 1942 - 15 maggio 1942. La stella veniva immediatamente concessa se il periodo di servizio terminava per morte, disabilità o ferimento. Anche la menzione in dispacci portava all'immediato conferimento della decorazione.

### Descrizione
La "1939–45 Star" consiste come le altre medaglie del genere in una stella a sei punte di zinco giallo allodiato alta 44 mm e larga 38 mm. Sul diritto riporta al centro le cifre reali di re Giorgio VI del Regno Unito sormontate dalla corona reale. Le cifre sono attorniate da un cerchio contenente le parole The 1939–45 Star. Il retro è piano anche se alcune medaglie concesse a personale australiano o sudafricano hanno inscritto il nome dell'insignito.
Il nastro della medaglia, come gli altri della medesima tipologia, si ritiene sia stato disegnato dallo stesso Giorgio VI. Esso si compone di tre strisce di eguale misura: una blu per la Royal Navy, una rossa per il British Army ed una azzurra per la Royal Air Force.

### Barrette
L'unica barretta prevista per questa medaglia era:
- Battle of Britain

10 luglio – 31 ottobre 1940. Membri prevalentemente della Royal Air Force che presero parte alla Battaglia d'Inghilterra. Se portata con solo il nastro, la barretta viene sostituita da una rosetta in oro.